# 2515
2515 هي سنة قادمة في التقويم الميلادي وهي تعتبر سنة بسيطة. وهي السنة 515 من الألفية الميلادية الثالثة وسنة من سنوات القرن 26.
سيبدأ العام في الثلاثاء 15 رجب 1951 بالهجري، وسينتهي العام في الثلاثاء 25 رجب 1952 بالهجري.